# Anastelgis garciai
Anastelgis garciai är en stekelart som beskrevs av Ian D. Gauld 1991. Anastelgis garciai ingår i släktet Anastelgis och familjen brokparasitsteklar. Inga underarter finns listade i Catalogue of Life.